# Labiotermes
Labiotermes (лат.) — род термитов из подсемейства Syntermitinae (Termitidae).

## Распространение
Неотропика. Род встречается в большинстве стран Южной Америки, с южной границей около 26 ° ю. ш. Он также встречается на Тринидаде, но не достигает Центральной Америки.

## Описание
От близких групп род Labiotermes  отличается удлинённым однодольчатым лабрумом; боковые края средне- и заднеспинки с рядом коротких и толстых щетинок; передняя доля переднеспинки в профиль сильно приподнята. Усики 15—18-члениковые. Голова солдат отличается коротким, но заметным носом-трубочкой (фонтанеллой). Фонтанелла служит для распыления химического веществ, отпугивающих врагов (муравьи и другие хищники). Переднеспинка седловидная, с отчетливой передней приподнятой лопастью. Формула голенных шпор 2:2:2 (у всех каст).
Солдаты. Мономорфные или диморфные. Головная капсула крупная, сверху субпрямоугольная. Фронтальная трубка короткая, не достигает верхней губы. Усики с 15—16 члениками. Верхняя губа длинная, язычковидной формы, с выпуклыми сторонами и прозрачным кончиком. Мандибулы массивные. Левая жвала с двумя маргинальными зубцами, у одних видов крупными, у других — рудиментарными. Правая жвала с одним-двумя маргинальными зубцами у основания. Переднеспинка с сильно приподнятой передней долей. Среднеспинка и заднеспинка с рядом мелких шипов по боковым краям. Передний тазик с боковым выступом у основания или без него. Переднее и среднее бедро с дорсальной стороны с многочисленными короткими и толстыми щетинками.
Имаго крылатых половых особей. Усики 16—18-члениковые. Головная капсула округлая. Глаза от средних до больших. Оцелли развиты, заметны. Фонтанелла треугольная, эллиптическая или удлиненной формы. Постклипеус от умеренного до сильного вздутия с заметной срединной линией. Мандибулы похожи на таковые у рабочих, за исключением того, что молярная пластинка узкая. Переднеспинка почти такой же ширины, как голова с глазами.
Каста рабочих мономорфная. Головная капсула светлая. Брюшко очень большое и прозрачное, с тёмным содержимым кишечника. Левая жвала: маргинальный зубец M1 крупный и бросающийся в глаза; зубец М2 отсутствует; зубец M3 меньше, чем M1; режущая кромка между М1 и М3 извилистая; расстояние от M3 до M4 больше половины расстояния от M1 до M3; M4 скрыт под выступом молярного зуба на виде сверху. Правая жвала: зубец M1 большой и заметный; М2 малый; молярная пластинка широкая и вогнутая, без гребней. Усики с 15—16 члениками. Переднеспинка с сильно приподнятой передней долей. Среднеспинка и заднеспинка с рядом мелких шипов по боковым краям. Передний тазик с боковым выступом у основания или без него. Переднее и среднее бедро с дорсальной стороны с многочисленными короткими и толстыми щетинками. 
Все виды Labiotermes являются гумусоядными и живут либо в саваннах, либо в лесах Южной Америки. У их рабочих большое брюшко, а в кишечнике хорошо видны частицы почвы. Гнездо L. labralis является древесным, в то время как гнёзда других видов находятся под землей или иногда находятся внутри термитников, построенных другими видами, такими как Cornitermes.

## Систематика
Род Labiotermes был впервые выделен в 1912 году шведским академиком и зоологом Нильсом Фритьофом Хольмгреном (1877—1954) в качестве подрода Cornitermes (Labiotermes) для вида Cornitermes labralis Holmgren, 1906 (Labiotermes labralis). Статус рода получил в 1926 году (Sjöstedt, 1926). Долгое время таксон входил в состав подсемейства Nasutitermitinae. В 2004 году в результате ревизии, проведённой американскими энтомологами Майклом Энджелом и Кумаром Кришной, род был включён в отдельное подсемейство Syntermitinae.
Labiotermes принадлежит к группе, в которую также входят Syntermes, Procornitermes и Cornitermes. У них сходные солдаты, с более или менее прямоугольной головной капсулой, короткой лобной трубкой и сильными челюстями, а также схожей морфологией кишечника. Солдат и рабочих Labiotermes можно легко идентифицировать по наличию линии крошечных шипов на боковых краях как средне-, так и заднеспинки. Имаго 4 видов Labiotermes остаются неизвестными, и то же самое верно для нескольких видов из родственных родов. Имаго у Syntermes имеют антенны с 19—21 члениками, а их голенные шпоры имеют формулу 3:2:2. Имаго как Syntermes, так и Cornitermes имеют жвалы с короткими апикальными зубцами и заметными молярными гребнями. Имаго Procornitermes труднее различить, потому что у некоторых видов есть усики с 15—16 члениками и жвалы без молярных гребней. Их можно отличить по более узкому промежутку между зубцами M3 и M4 на левой жвале. Armitermes и Embiratermes — гетерогенные, вероятно, немонофилетические роды, и имаго многих видов остаются неизвестными. Они обычно меньше по размеру и имеют антенну с 15 члениками, но челюсти их имаго очень похожи на нижние челюсти Labiotermes.
Род Labiotermes это очевидно монофилетическая группа, которая, входит в кладу родов Cahuallitermes,
Cornitermes, Labiotermes, Procornitermes и Syntermes.
- Labiotermes brevilabius Emerson et Banks, 1965[11]
- Labiotermes emersoni (Araujo, 1954)[13]
- Labiotermes guasu Constantino & Acioli, 2006[1]
- Labiotermes labralis Holmgren, 1906[14]
- Labiotermes laticephalus (Silvestri, 1901)[15]
- Labiotermes leptothrix Matthews, 1977[16]
- Labiotermes longilabius (Silvestri, 1901)
- Labiotermes oreadicus Constantino, 2006[1]
- Labiotermes orthocephalus (Silvestri, 1901)
- Labiotermes pellisetaceus Matthews, 1977
- Labiotermes pelliceus Emerson et Banks, 1965[11]

## Этимология
В оригинальной статье Хольмгрен (1912) не упоминает этимологию. Судя по его диагнозу, название Labiotermes, по-видимому, происходит от латинского слова labium (губа), и относится к увеличенной верхней губе солдат некоторых видов, особенно L. labralis.